# Коуба, Павел
Павел Коуба (чеш. Pavel Kouba; 1 сентября 1938 — 13 сентября 1993) — чехословацкий футболист, игравший на позиции вратаря.

## Карьера

### Клубная
Карьеру начинал де-факто в 1945 году в родном Кладно, выступая в течение трёх лет за местный «Локомотив». В течение 10 лет он не занимался футболом вообще, а затем получил предложение от пражской «Дуклы», в которой и дебютировал как профессиональный игрок. В составе клуба он играл 7 лет, после чего перешёл в другой пражский клуб — «Спарту», а в 1969 году отправился во французский «Ангулем», где и завершил карьеру. Всего в Чехословакии сыграл 174 матча.
В составе «Дуклы» выигрывал титулы чемпиона Чехословакии с 1961 по 1964 годы, а в 1961 году выиграл и Кубок Чехословакии. В составе «Спарты» выиграл только один раз чемпионат Чехословакии (1965). В составе «Ангулема» участвовал в Кубке ярмарок 1970/1971.

### В сборной
В сборной сыграл только три матча, все они прошли в 1963 году. Противниками Чехословакии в тех матчах были Югославия, Болгария и Австрия соответственно. Однако в состав сборной на чемпионат мира 1962 года всё же попал и стал серебряным призёром первенства мира в Чили.

## Семья
Его сын Петр также стал профессиональным футболистом и также выиграл серебряную медаль (правда, в рамках чемпионата Европы 1996, проходившего в Англии).